# راي ستون
راي ستون (بالإنجليزية: Ray Stone)‏ هو عازف الجاز وسياسي أمريكي، ولد في 2 سبتمبر 1923 في الولايات المتحدة، وتوفي في 17 يونيو 2013.